# Fausto Bonzi
Fausto Bonzi (Dossena, 27 settembre 1961) è un fondista di corsa in montagna italiano.

## Biografia
Nato a Dossena, in provincia di Bergamo, il 27 settembre 1961. Tra il 1985 ed il 1990 ha partecipato alle prime 6 edizioni di sempre dei campionati del mondo di corsa in montagna; nell'arco di 6 partecipazioni ha vinto 2 ori, 2 argenti ed un bronzo, a cui si aggiungono 6 medaglie d'oro a squadre consecutive. In seguito, ha vinto anche 2 medaglie d'argento a squadre sempre nei mondiali, nelle edizioni 1991 e 1992.
In carriera ha ricevuto complessivamente 11 convocazioni in nazionale e ha vinto anche 5 edizioni dei campionati italiani di corsa in montagna (1983, 1984, 1985, 1986, 1989): fino al 22 luglio 2018, quando Bernard Dematteis ha vinto il suo sesto titolo nazionale, Bonzi era ancora l'atleta con più campionati italiani vinti in carriera. Bonzi è inoltre l'unico atleta italiano (insieme a Marco De Gasperi ed Emanuele Manzi) ad aver esordito in nazionale nel suo primo anno in assoluto da seniores.
Anche i suoi figli Nicola e Matteo praticano atletica; Matteo ha anche vinto una medaglia d'oro a squadre negli Europei under 20 di corsa in montagna nel 2018, mentre Nicola è stato vice campione italiano di maratona nel 2023.

## Palmarès
| Anno | Manifestazione                | Sede                   | Evento         | Risultato | Prestazione | Note |
| ---- | ----------------------------- | ---------------------- | -------------- | --------- | ----------- | ---- |
| 1985 | Mondiali di corsa in montagna | San Vigilio            | Distanza lunga | Bronzo    | 1h09'41"    |      |
| 1985 | Mondiali di corsa in montagna | San Vigilio            | A squadre      | Oro       |             |      |
| 1986 | Mondiali di corsa in montagna | Morbegno               | Distanza corta | Argento   | 45'57"      |      |
| 1986 | Mondiali di corsa in montagna | Morbegno               | A squadre      | Oro       |             |      |
| 1987 | Mondiali di corsa in montagna | Lenzerheide            | Distanza corta | Oro       | 42'32"      |      |
| 1987 | Mondiali di corsa in montagna | Lenzerheide            | A squadre      | Oro       |             |      |
| 1988 | Mondiali di corsa in montagna | Keswick                | Distanza corta | 7º        | 45'36"      |      |
| 1988 | Mondiali di corsa in montagna | Keswick                | A squadre      | Oro       |             |      |
| 1989 | Mondiali di corsa in montagna | Die-Châtillon-en-Diois | Distanza corta | Oro       | 46'00"      |      |
| 1989 | Mondiali di corsa in montagna | Die-Châtillon-en-Diois | A squadre      | Oro       |             |      |
| 1990 | Mondiali di corsa in montagna | Telfes im Stubai       | Distanza corta | Argento   | 42'10"      |      |
| 1990 | Mondiali di corsa in montagna | Telfes im Stubai       | A squadre      | Oro       |             |      |
| 1991 | Mondiali di corsa in montagna | Zermatt                | Distanza corta | 13º       |             |      |
| 1991 | Mondiali di corsa in montagna | Zermatt                | A squadre      | Argento   |             |      |
| 1992 | Mondiali di corsa in montagna | Val di Susa            | Distanza corta | 8º        | 51'09"      |      |
| 1992 | Mondiali di corsa in montagna | Val di Susa            | A squadre      | Argento   |             |      |

## Campionati nazionali
1978
- Oro ai campionati italiani juniores di corsa in montagna

1979
- Oro ai campionati italiani juniores di corsa in montagna

1980
- 10º ai campionati italiani di corsa in montagna
- Oro ai campionati italiani juniores di corsa in montagna
- Oro ai campionati italiani di corsa in montagna a staffetta (in squadra con Andrea Giupponi e Privato Pezzoli)

1981
- Oro ai campionati italiani di corsa in montagna a staffetta (in squadra con Andrea Giupponi e Privato Pezzoli)

1982
- Oro ai campionati italiani di corsa in montagna a staffetta (in squadra con Gian Battista Scanzi e Privato Pezzoli)

1983
- Oro ai campionati italiani di corsa in montagna
- Oro ai campionati italiani di corsa in montagna a staffetta (in squadra con Antonio Amalfa e Privato Pezzoli)

1984
- Oro ai campionati italiani di corsa in montagna
- Oro ai campionati italiani di corsa in montagna a staffetta (in squadra con Antonio Amalfa e Privato Pezzoli)

1985
- Oro ai campionati italiani di corsa in montagna
- Bronzo ai campionati italiani di corsa in montagna a staffetta (in squadra con Antonio Amalfa e Privato Pezzoli)

1986
- 34º ai campionati italiani di maratonina - 1h10'34"
- Oro ai campionati italiani di corsa in montagna

1987
- 11º ai campionati italiani di corsa in montagna
- Oro ai campionati italiani di corsa in montagna a staffetta (in squadra con Privato Pezzoli ed Alfonso Vallicella)

1988
- Oro ai campionati italiani di corsa in montagna a staffetta (in squadra con Privato Pezzoli ed Alfonso Vallicella)

1989
- Oro ai campionati italiani di corsa in montagna

1990
- Oro ai campionati italiani di combinata (Cross - Strada - Montagna - 10 000 in pista)
- Argento ai campionati italiani di corsa in montagna a staffetta[5] (in squadra con Enio De Bono e Gabriele Belotti)

1991
- Bronzo ai campionati italiani di corsa in montagna a staffetta (in squadra con Antonio Amalfa e Privato Pezzoli)

2006
- Argento ai campionati italiani master di corsa in montagna, categoria SM45 - 54'32"[6]

2016
- 4º ai campionati italiani master di corsa in montagna, categoria SM55

## Altre competizioni internazionali
1979
- 5º al Cross dell'Altopiano ( Clusone), gara juniores

1980
- Oro al Trofeo Vanoni ( Morbegno) - 30'45"
- Oro al Trofeo Vanoni ( Morbegno), gara a staffetta (in squadra con Andrea Giupponi e Pier Alberto Tassi) - 1h34'33"
- 25º al Cross di Volpiano ( Volpiano) - 19'29"
- Bronzo al Giro del monte Reale ( Ronco Scrivia) - 55'54"8

1982
- Bronzo alla International Snowdon Race ( Llanberis), 10 miglia - 1h06'41"
- 5º alla Dieci miglia del Garda ( Navazzo), 9,8 km - 32'35"[7]
- 12º al Cross dell'Altopiano ( Clusone) - 32'46"
- Oro al Trofeo Val Canzoi ( Agordo) (in squadra con Gian Battista Scanzi e Privato Pezzoli)

1983
- Argento alla Dieci miglia del Garda ( Navazzo) - 33'06"[7]
- Oro al Trofeo Vanoni ( Morbegno) - 29'46"
- Oro al Trofeo Vanoni ( Morbegno), gara a staffetta (in squadra con Privato Pezzoli ed Antonio Amalfa) - 1h30'06"
- Bronzo alla Ponte in Fiore ( Ponte in Valtellina), 9,4 km - 33'42"
- 36º al Cross dell'Altopiano ( Clusone) - 38'32"

1984
- Oro alla International Snowdon Race (10 miglia) ( Llanberis) - 1h03'46"
- Oro al Trofeo Vanoni ( Morbegno) - 29'14"
- Oro al Trofeo Vanoni ( Morbegno), gara a staffetta (in squadra con Privato Pezzoli ed Antonio Amalfa) - 1h30'47"
- Oro alla Gara Internazionale di Corsa in Montagna ( Zogno) - 38'50"
- Oro alla San Domenico – Alpe Veglia – San Domenico[8]
- Bronzo alla Ponte in Fiore (9,4 km) ( Ponte in Valtellina) - 29'31"
- 15º al Cross dell'Altopiano ( Clusone)

1985
- 7° alla Dieci miglia del Garda ( Navazzo), 11 km - 34'39"8
- Bronzo alla International Snowdon Race (10 miglia) ( Llanberis) - 1h03'56"[9]
- Oro alla Scalata dello Zucco ( San Pellegrino Terme), 15 km - 1h11'27"[10]
- Oro alla Cronoscalata Sarezzo S. Emiliano - 33'35"[11]
- Argento alla Camminata di Ponticella (15 km) ( Ponticella) - 47'33"
- Argento alla San Domenico-Alpe Veglia - 53'30"

1986
- 37º al Campaccio ( San Giorgio su Legnano) - 39'45"
- Oro al Trofeo Vanoni ( Morbegno), gara a staffetta (in squadra con Privato Pezzoli e Vallicella) - 1h29'22"
- Argento alla Mare-Montagna ( Dorgali), 12 km - 39'50"
- 6º alla Casaglia-San Luca ( Bologna), 10,2 km - 31'51"
- Oro alla Cà Bianca ( Cafasse) - 51'47"[12]
- Oro alla Darfo-Cervera ( Darfo Boario Terme)

1987
- 4º alla Mezza maratona delle Quattro Porte ( Pieve di Cento) - 1h06'18"
- 6º alla Montefortiana Turà (10 km) ( Monteforte d'Alpone) - 30'48"
- 45º alla Cinque Mulini ( San Vittore Olona) - 34'12"
- 9º al Cross delle Pradelle ( Lozzo di Cadore)
- Oro alla Cà Bianca ( Cafasse) - 51'18"[12]

1988
- 19º alla Stramilano ( Milano) - 1h07'20"
- 15º alla Montefortiana Turà ( Monteforte d'Alpone) - 30'43"

1989
- Oro al Trofeo Vanoni ( Morbegno) - 29'33"
- Oro alla Cà Bianca ( Cafasse) - 51'24"[12]

1990
- 5º alla Mezza maratona Città di Mantova ( Mantova) - 1h06'04"
- 5º al Cross delle Regioni (9 km) ( Fiera di Primiero) - 27'50"
- 7 al Gran Premio Undici Ponti di Comacchio ( Comacchio), 9,5 km - 29'21"
- 9º alla Ponte in Fiore ( Ponte in Valtellina), 9,4 km - 29'07"
- 45º alla Cinque Mulini ( San Vittore Olona) - 34'44"
- Oro alla Cà Bianca ( Cafasse) - 51'55"[12]

1991
- 13º al Cross di Vigolo Baselga ( Vigolo Baselga)

1993
- Oro al Challenge Stellina, 14,5 km - 1h22'37"

1995
- 19º al Cross delle Pradelle ( Domegge di Cadore) - 34'14"

1997
- Oro al Trofeo delle Grigne ( Mandello del Lario), 8,3 km - 54'25"[13]

1998
- Oro all'Erba-Capanna Mara - 44'21"[14] (in squadra con Cavagna)

2007
- 14º al Memorial Pierluigi Plebani ( Adrara San Martino), 10,3 km - 53'16"